# Балка Губинська
Балка Губинська — ботанічна пам'ятка природи місцевого значення. Об'єкт розташований на території Вільнянського району Запорізької області, село Малодубове.
Площа — 11 га, статус отриманий у 1972 році.

## Галерея

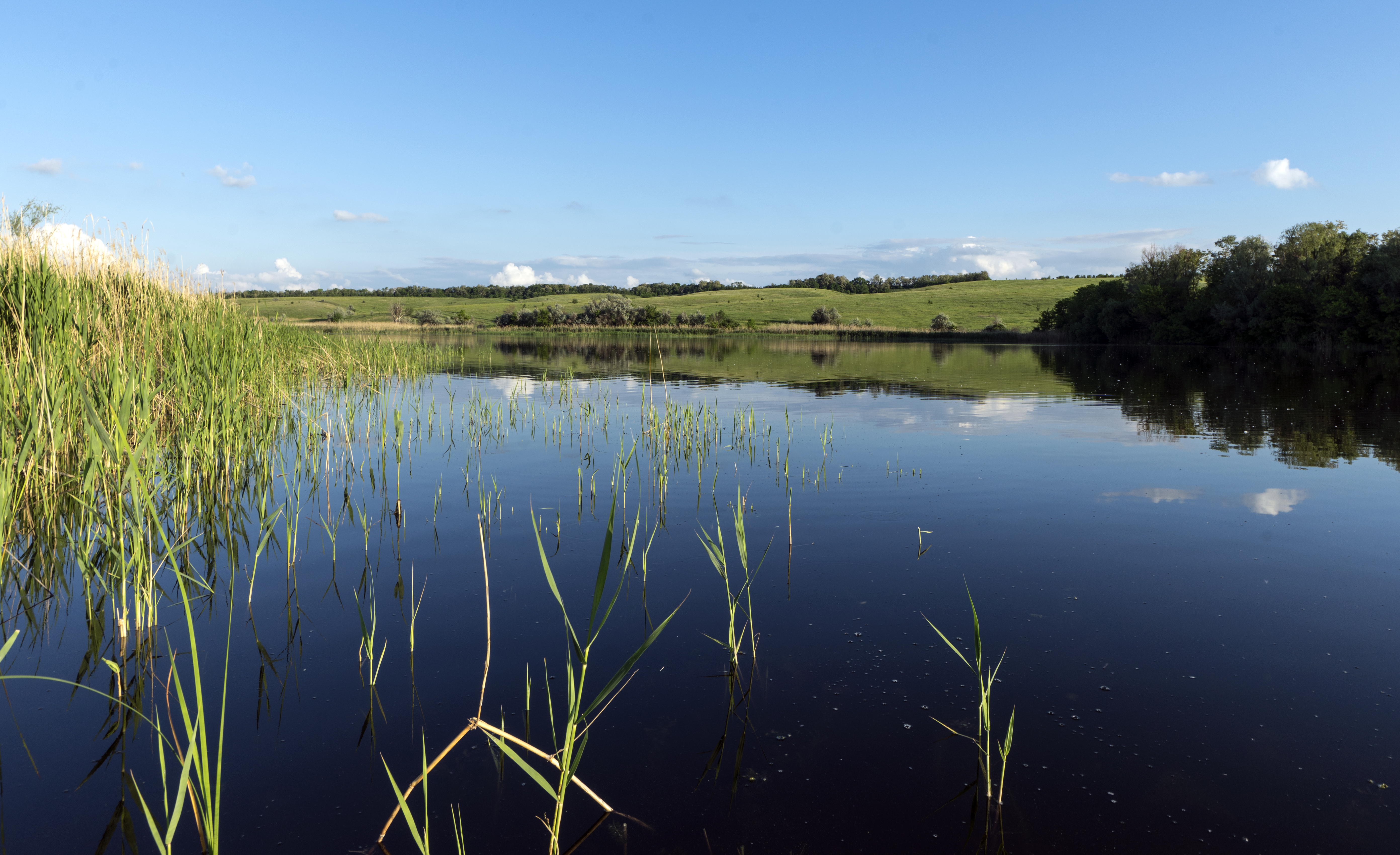
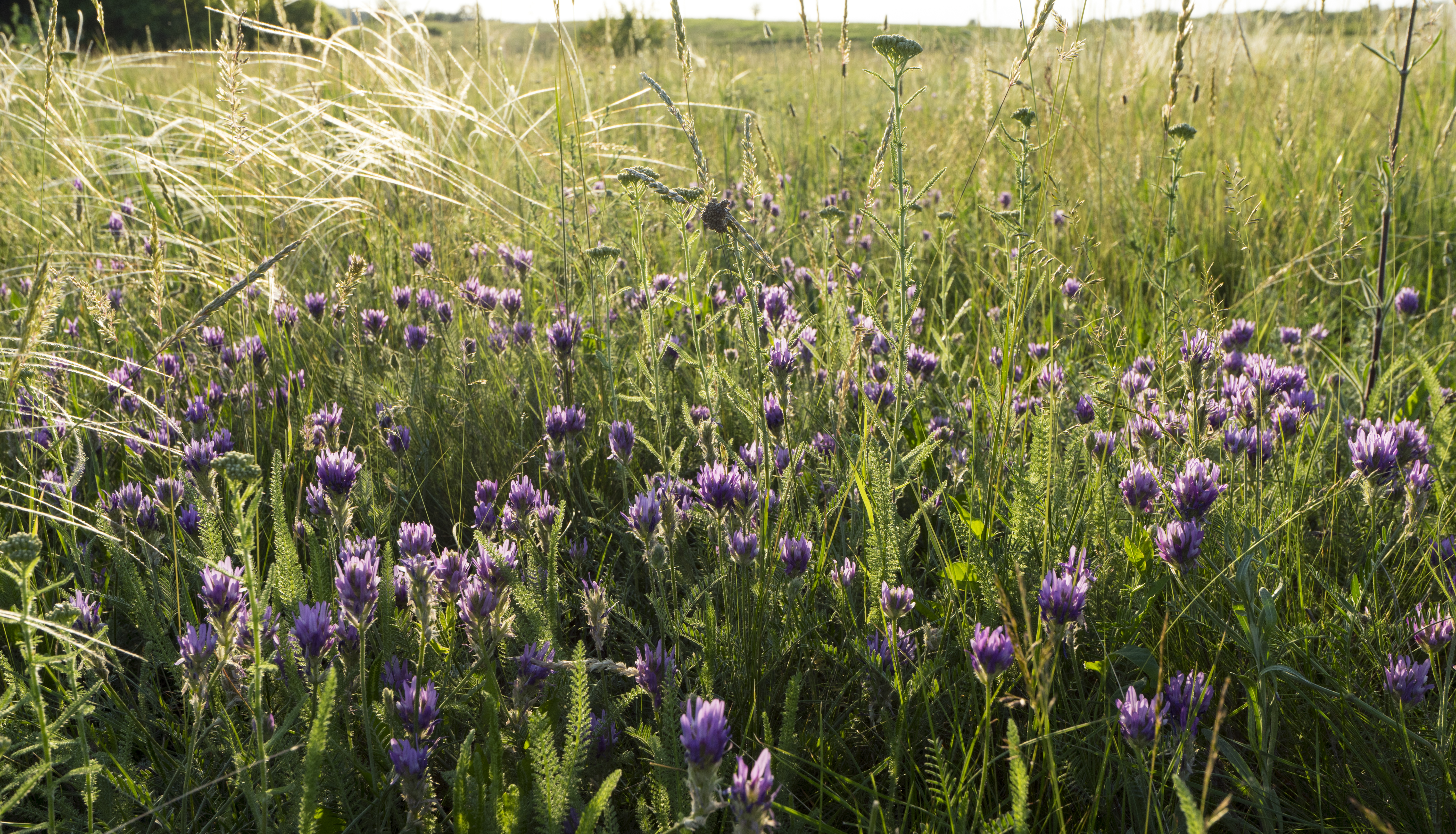
В'язіль барвистий
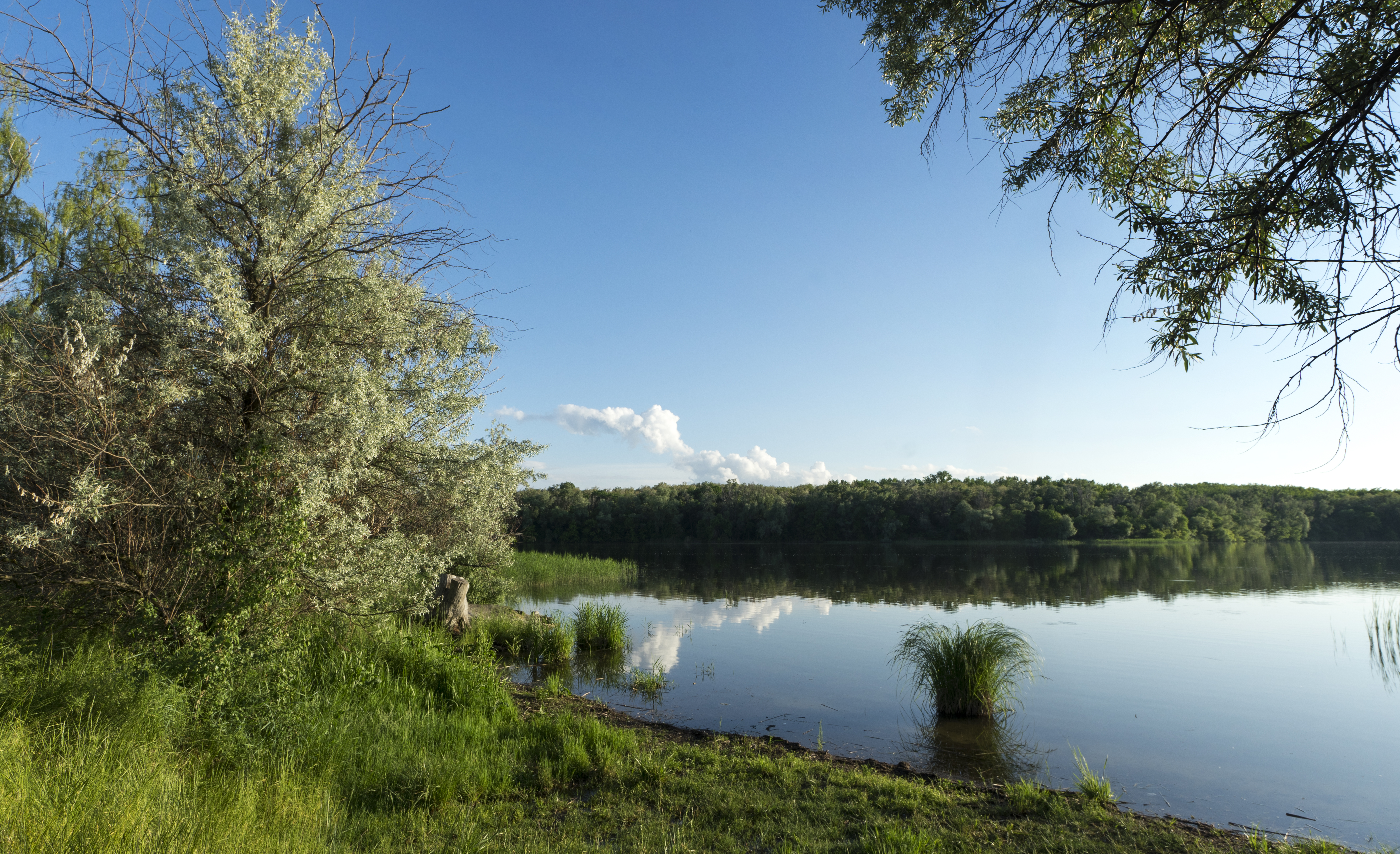
Затока
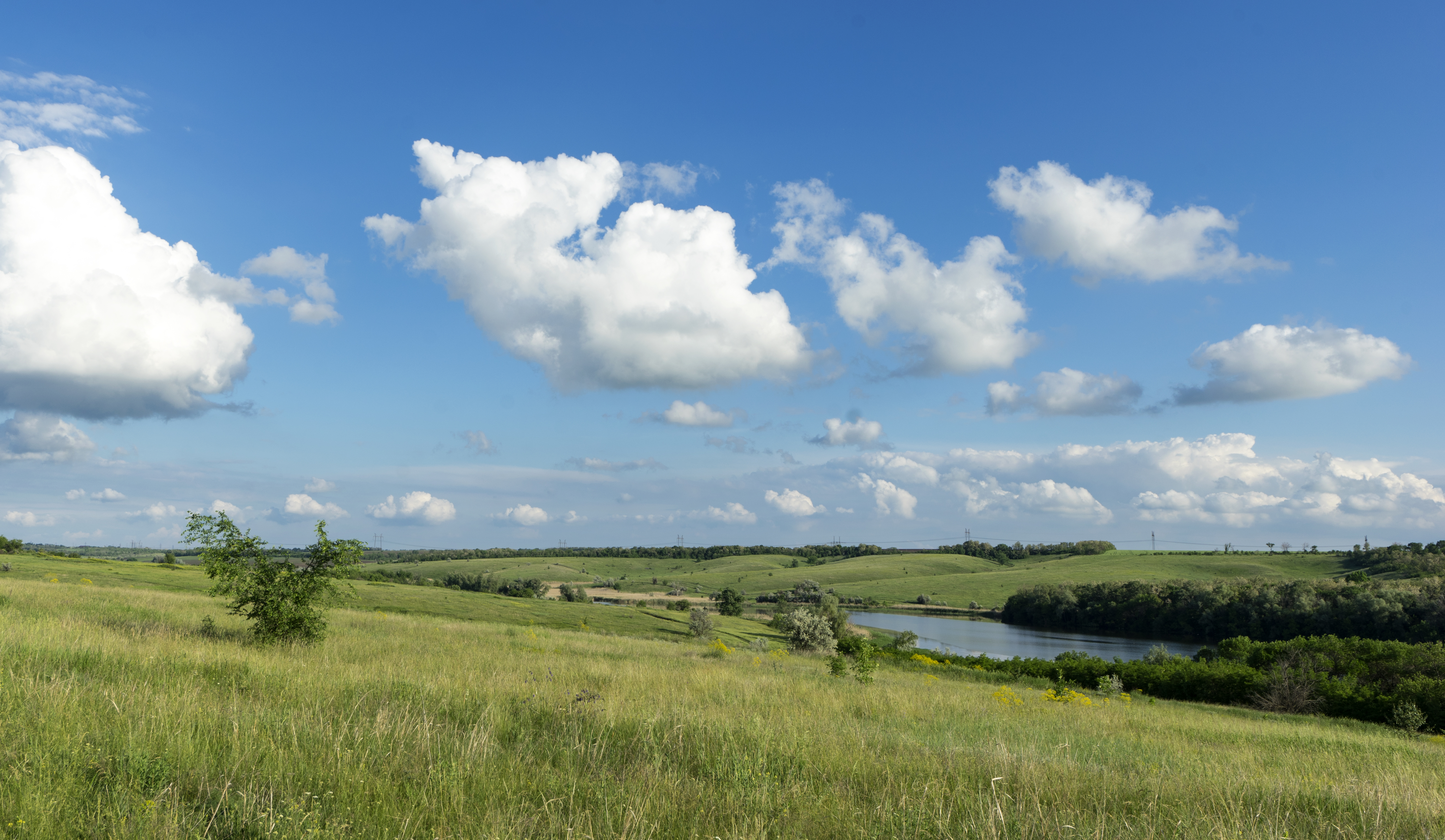
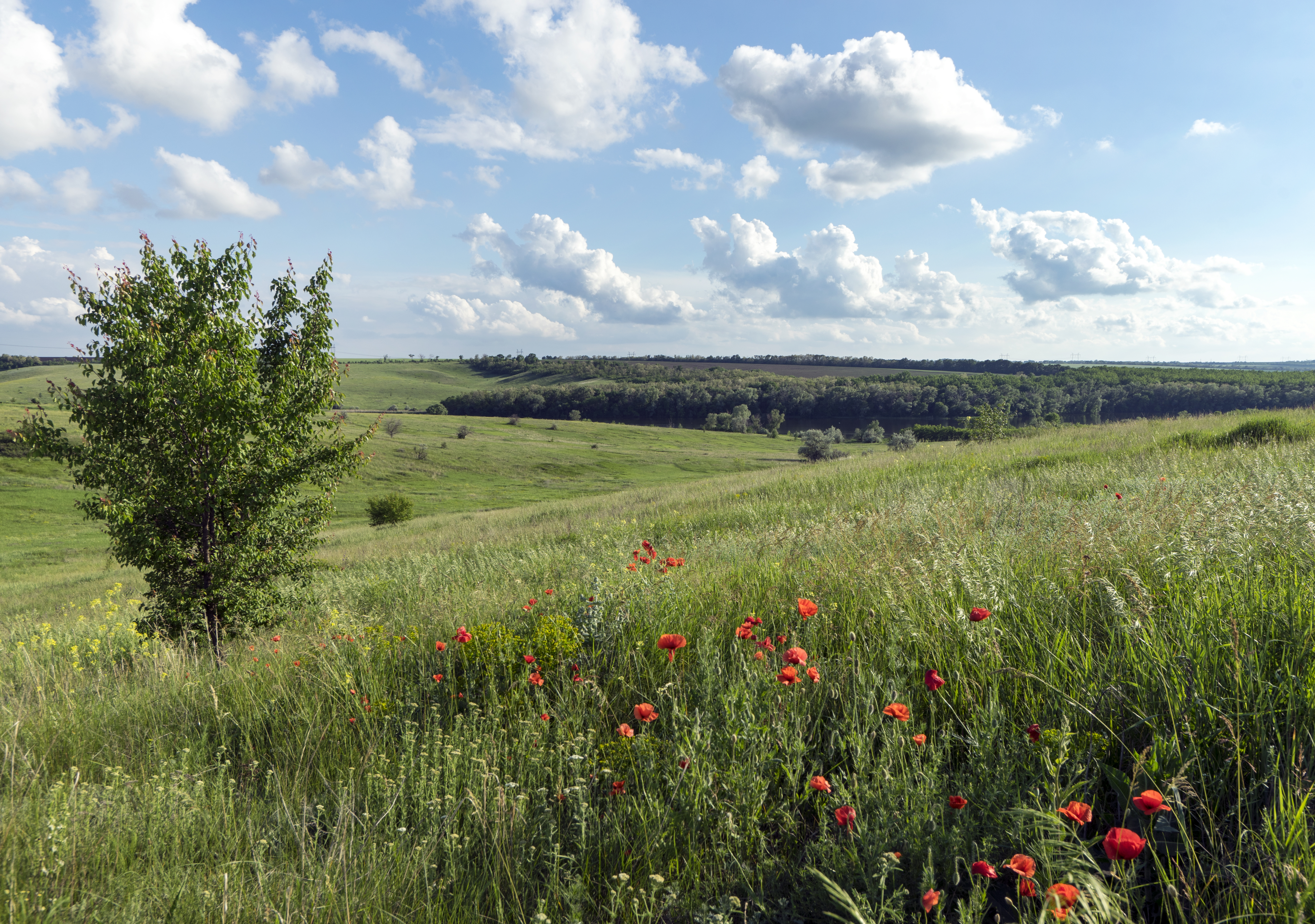
Північний схил балки